# Ulrika Milles
Ulrika Maria Milles, född 30 juni 1964 i Sollentuna församling i Stockholms län, är en svensk författare och litteraturkritiker.

## Biografi
Milles är litteraturkritiker i bland annat Dagens Nyheter och Kulturnyheterna i SVT. Hon har även skrivit i Göteborgs-Posten och Expressen. Hon har bland annat givit ut antologin Feministisk Bruksanvisning (1995) tillsammans med Claudia Lindén, samt essäsamlingen Över alla hinder: En civilisationshistoria (2000) tillsammans med Moa Matthis och Anne Hedén. Våren 2019 utkom biografin Ensamvargar: Stig Ahlgrens 1900-tal. Manlighet, kärlek, litteratur.
Sedan 2023 driver hon podcasten ”Milles & Marcus Muminpodd” tillsammans med Claude Marcus.
Hon är dotter till redaktören Gunnar Milles och Ulla Britta Söderström. Milles är även sondotter till arkitekten Evert Milles, som var halvbror till skulptörerna Ruth Milles och Carl Milles. Hon var 1993–2020 gift med David Gedin (född 1960). Hon är bosatt i Enskede i Stockholm.

## Priser och utmärkelser
- 2019 – John Landquists pris[7]